# Australská megafauna

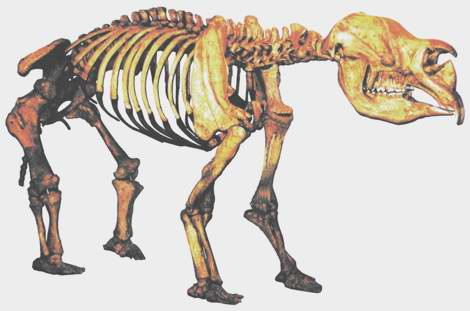
Diprotodon, největší býložravec australské megafauny

Termín australská megafauna se vztahuje na velké australské druhy tercierních a kvarterních obratlovců – vačnatců, ptáků i plazů – s hmotností přesahující 40 kg.

## Charakteristika
Coby australská megafauna jsou nejčastěji hodnoceni obratlovci australského pleistocénu, kteří v tuto dobu dosáhli největší velikosti. Pleistocenní Diprotodon s hmotností až 2,7 tuny představoval největšího známého vačnatce. O něco menší byl rod Zygomaturus, svou ekologií připomínající současné tapírovité. „Vačnatý lev“ Thylacoleo carnifex s hmotností okolo 120 kg představoval nejvýznamnějšího savčího predátora kontinentu. V pleistocénu dosáhli největší diverzity klokani. Stromoví klokani, dnes izolováni pouze v deštných lesích Austrálie, byli tehdy běžně rozšířeni i v suchých areálech (jako je Nullarbor). Největším druhem klokana byl Procoptodon, na výšku až 3 metry vysoký. Vyskytovala se zde i skupina středně velkých klokanů, jako je rod Propleopus, jehož anatomie zubů naznačuje, že se mohl živit masitou kořistí. Mezi australskou megafaunu se řadí i některé skupiny ptáků, jako je čeleď Dromornithidae (miocenní dromornithid Dromornis stirtoni byl téměř 3 metry vysoký), jejíž zástupci přežívali až do pleistocénu. Východoaustralský varan Varanus priscus měřil na délku až 6 metrů, což z něj dělalo největšího predátora kontinentu.
Vyhynutí australské megafauny je datováno do období před asi 44 000 lety, přičemž důvod vymírání představuje široce zkoumanou kontroverzní otázku. Za faktor vyhynutí je považována kolonizace Austrálie lidmi před asi 50 000 lety – a následný samotný lov megafauny, případně žďáření lesů –, anebo klimatické změny. Za přežívající druhy megafauny jsou považováni velcí klokani rodu Macropus a pták emu.